# Otar Iosseliani
Otar Iosseliani (georgiska: ოთარ იოსელიანი), född 2 februari 1934 i Tbilisi, Georgiska SSR, Sovjetunionen, död 17 december 2023 i Tbilisi, var en georgisk-fransk filmregissör. 
Iosseliani studerade vid Tbilisis statliga konservatorium, där han tog examen 1952 med diplom i komposition, dirigering och piano.
Tre av Iosselianis filmer har vunnit Juryns stora pris vid filmfestivalen i Venedig; Månens favoriter (1984), Och det vart ljus (1989) och Brigands (1996).

## Filmografi i urval
- 1958 – Akvarel
- 1959 – Sapovnela
- 1961 – Aprili
- 1964 – Tudzhi
- 1966 – När löven faller (Giorgobistve)
- 1972 – Iko shashvi mgalobeli
- 1975 – Pastoral
- 1984 – Månens favoriter (Les favoris de la lune)
- 1989 – Och det vart ljus (Et la lumière fut)
- 1992 – Fjärilsjakten (La Chasse aux papillons)
- 1996 – Brigands
- 1999 – Farväl, sköna hem! (Adieu, plancher des vaches!)
- 2002 – Måndag morgon (Lundi matin)
- 2006 – Jardins en automne
- 2010 – Chantrapas

## Bildspel

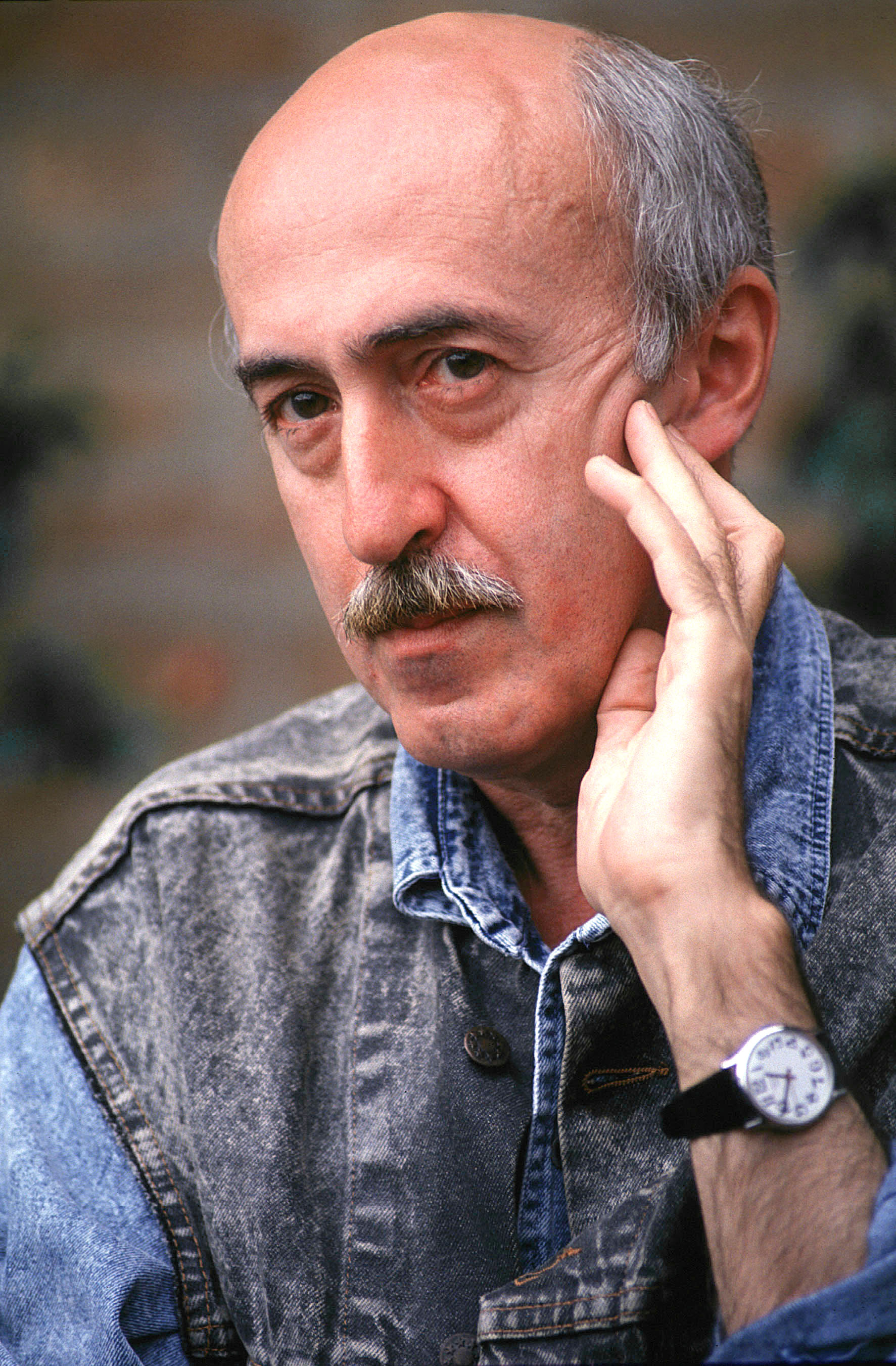
Otar Iosseliani, 1989.
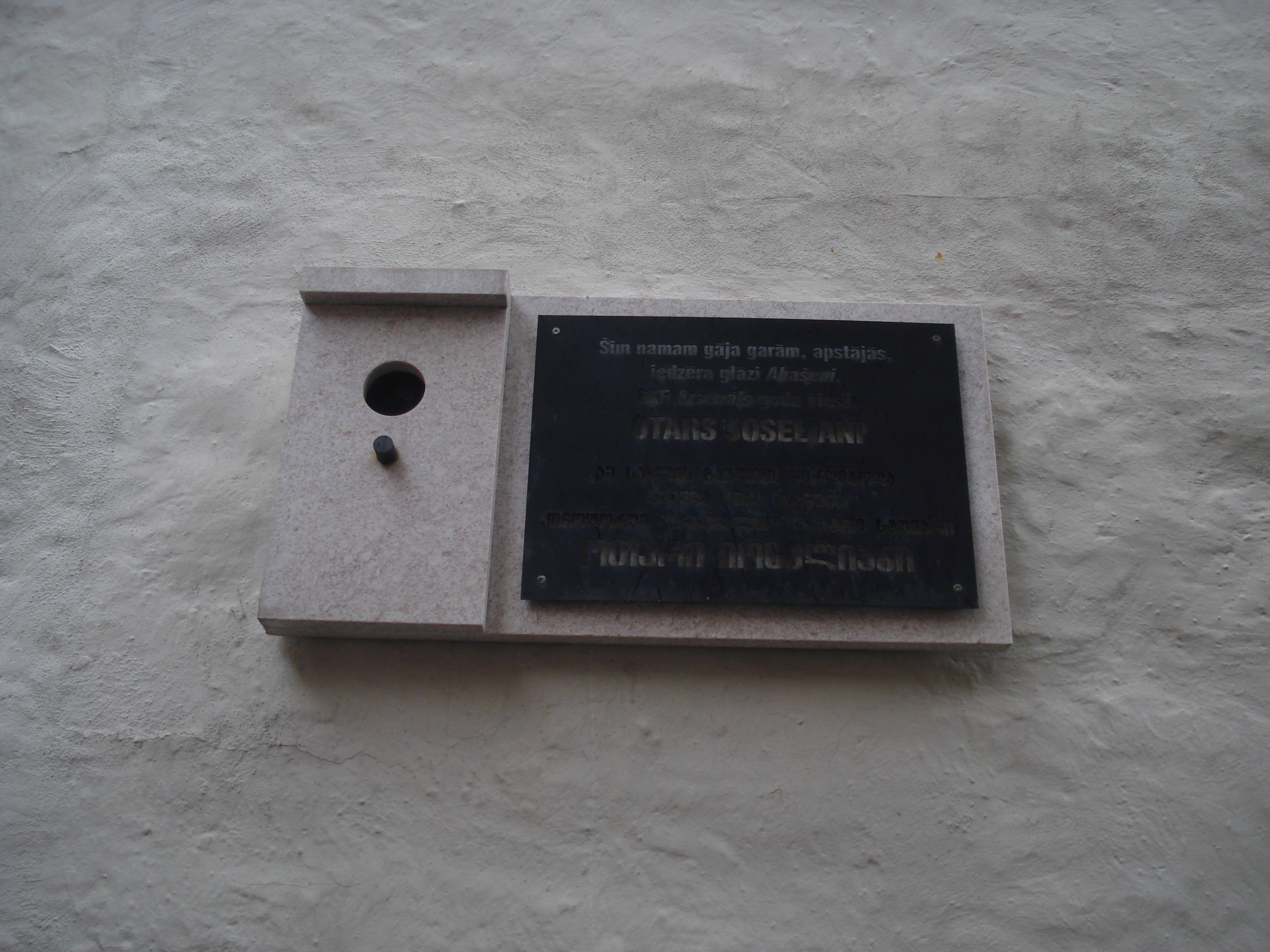
Minnestavla i Riga.